# The Decline
The Decline es un extended play del grupo musical de punk NOFX. Fue lanzado el 23 de noviembre de 1999. La versión en CD consistía en una pista principal con una duración de 18 minutos, pero el vinilo incluía una versión diferente de «Clams Have Feelings Too» (del álbum Pump Up the Valuum) en su cara B. 
Los temas incluyen consignas contra la obediencia ciega y apatía, destrucción de los derechos constitucionales y condenación de la libertad de religión. Aunque las letras están de alguna forma inconexas, todas hacen referencia al unificante tema de la decadencia de los Estados Unidos.
- Datos: Q605597